# 米沙貝爾山
46°5′37″N 7°51′33″E / 46.09361°N 7.85917°E

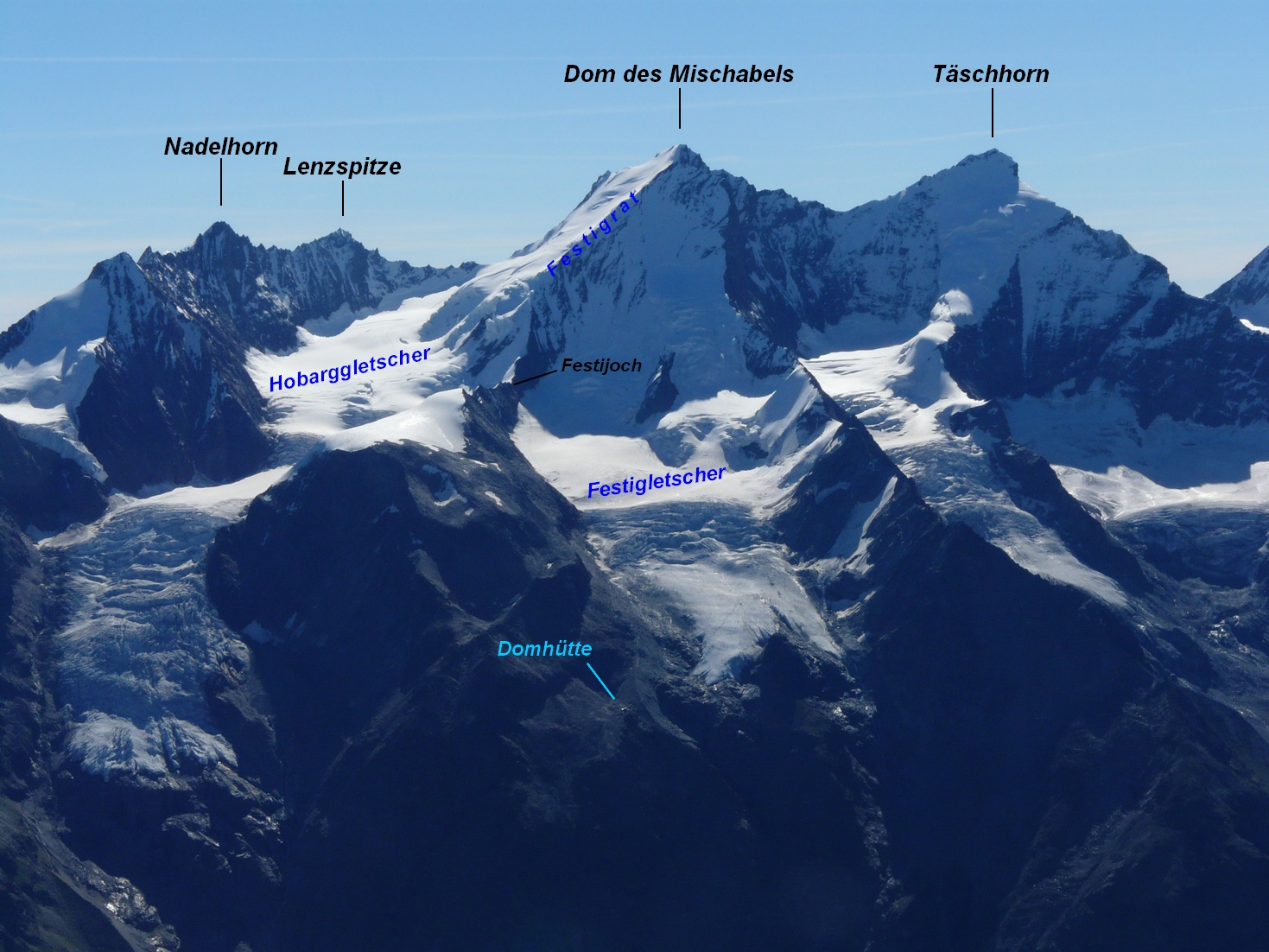

米沙貝爾山（Mischabel），是瑞士的山峰，位於該國西南部，由瓦萊州負責管轄，屬於本寧阿爾卑斯山脈的一部分，海拔高度4,545米，每年平均降雨量1,585毫米。